# Campeonato Sudamericano de Football 1941
Il Campeonato Sudamericano de Football 1941 fu la sedicesima edizione della Coppa America di calcio. Si trattò di un'edizione straordinaria, nella quale non era in palio il trofeo, ma che il Cile chiese di poter organizzare per celebrare il quarto centenario della fondazione di Santiago da parte di Pedro de Valdivia. Le gare si tennero dal 2 febbraio al 4 marzo 1941 e si disputarono tutte all'Estadio Nacional della capitale cilena.

## Nazionali partecipanti
| N° | Nazione   | Iscrizione CONMEBOL | Note                         |
| -- | --------- | ------------------- | ---------------------------- |
| 1  | Argentina | 1916                |                              |
| 2  | Brasile   | 1916                | Rinuncia                     |
| 3  | Cile      | 1916                | Nazione ospitante            |
| 4  | Uruguay   | 1916                |                              |
| 5  | Paraguay  | 1921                | Rinuncia                     |
| 6  | Perù      | 1925                | Detentore Coppa America 1939 |
| 7  | Bolivia   | 1926                | Rinuncia                     |
| 8  | Ecuador   | 1927                |                              |
| 9  | Colombia  | 1936                | Rinuncia                     |

## Formula
La formula prevedeva che le cinque squadre partecipanti si affrontassero in un unico girone all'italiana, la cui prima classificata avrebbe vinto il torneo. Per ogni vittoria si attribuivano 2 punti, 1 per ogni pareggio e 0 per ogni sconfitta.

## Risultati
| Arbitro: | Macías |

|                                                 |           |  |
| Toro 10’ Sorrel 18’ 78’ Pérez 25’ Contreras 43’ | Marcatori |  |

| Arbitro: | Vargas |

|                                                             |           |  |
| Rivero 9’ 23’ 87’ Gambetta 16’ Porta 39’ Laurido 75’ (aut.) | Marcatori |  |

| Arbitro: | Macías |

|           |           |  |
| Pérez 20’ | Marcatori |  |

| Arbitro: | Vargas |

|               |           |              |
| Moreno 2’ 72’ | Marcatori | 53’ Socarraz |

| Arbitro: | Tejada |

|                                        |           |            |
| Marvezzi 3’ 17’ 28’ 39’ 59’ Moreno 30’ | Marcatori | 47’ Freire |

| Arbitro: | Macías |

|  |           |                          |
|  | Marcatori | 35’ Cruche 78’ Chirimini |

| Arbitro: | Rivas |

|                                       |           |  |
| T. Fernández 25’ 32’ 48’ Vallejas 36’ | Marcatori |  |

| Arbitro: | Vargas |

|            |           |  |
| Sastre 53’ | Marcatori |  |

| Arbitro: | Macías |

|                         |           |  |
| Riephoff 37’ Varela 70’ | Marcatori |  |

| Arbitro: | Tejada |

|  |           |            |
|  | Marcatori | 71’ García |

## Classifica finale
| Pos. | Squadra   | Pt | G | V | N | P | GF | GS | DR  |
| ---- | --------- | -- | - | - | - | - | -- | -- | --- |
| 1.   | Argentina | 8  | 4 | 4 | 0 | 0 | 10 | 2  | +8  |
| 2.   | Uruguay   | 6  | 4 | 3 | 0 | 1 | 10 | 1  | +9  |
| 3.   | Cile      | 4  | 4 | 2 | 0 | 2 | 6  | 3  | +3  |
| 4.   | Perù      | 2  | 4 | 1 | 0 | 3 | 5  | 5  | 0   |
| 5.   | Ecuador   | 0  | 4 | 0 | 0 | 4 | 1  | 21 | −20 |

## Classifica marcatori
5 reti
- Juan Marvezzi

3 reti
- José Manuel Moreno
- Teodoro Fernández
- Ismael Rivero

2 reti
- Raúl Pérez
- Enrique Sorrel

1 rete
- Enrique García
- Antonio Sastre
- Armando Contreras
- Raúl Toro
- César Freire

- César Socarraz
- Manuel Vallejas
- Oscar Chirimini
- Ubaldo Cruche
- Schubert Gambetta

- Obdulio Varela
- Roberto Porta
- Juan Pedro Riephoff

Autoreti
- Laurido (pro Uruguay)

## Arbitri
- José Bartolomé Macías
- Víctor Francisco Rivas
- Alfredo Vargas
- Aníbal Tejada